# La Baronesa de Galápagos
La Baronesa de Galápagos es una miniserie producida por la cadena de televisión ecuatoriana Ecuavisa en 1992. Basada en la novela La maldición de la tortuga de Octavio Latorre, narra hechos reales ocurridos en Galápagos, Ecuador, en 1932. Adaptada por el escritor colombiano Luis Felipe Salamanca, los libretos fueron escritos por Luis Felipe Salamanca con Darío García.

La serie fue dirigida por Carl West, fue producida por Enrique Arosemena. La actriz argentina Christian Bach protagonizó esta producción dramática, acompañada de los actores colombianos Carlos Muñoz y Alejandra Borrero.

## Resumen
En 1932 llega a Floreana, una de las islas de Galápagos, el Doctor Bertol Grass. Junto con su novia inicia una vida naturista que él escribe y exalta en artículos que son publicados en periódicos de Alemania. Atraídos por estos escritos llegan a Floreana un matrimonio y su hijo. Finalmente es La Baronesa, una bella y sofisticada mujer, acompañada de tres hombres, quien impera en la isla desde su llegada, proclamándose dueña de la isla y desencadenando una verdadera guerra entre todos ellos. Una miniserie basada en hechos de la vida real.

## Reparto
- Christian Bach[3]
- Carlos Muñoz
- Alejandra Borrero
- Roland Devetak
- Gabriela Billotti
- James Bernal
- Ricardo Williams
- Christian Norris
- Joel Aizprúa